# Radoboj
Radoboj – wieś w Chorwacji, w żupanii krapińsko-zagorskiej, w gminie Radoboj. W 2011 roku liczyła 1282 mieszkańców.